# Лудвиг I (Насау-Вайлбург)
Лудвиг I фон Насау-Вайлбург (на немски: Ludwig I von Nassau-Weilburg; * 1466; † 28 май 1523) е от 1492 до 1523 г. граф на Насау-Вайлбург.

## Живот
Той е син на граф Йохан III фон Насау-Вайлбург (1441 – 1480) и внук на Филип II фон Насау-Вайлбург. Майка му е Елизабет фон Хесен Красивата (1453 – 1489), дъщеря на ландграф Лудвиг I фон Хесен и Анна Саксонска.
Баща му умира през 1480 г. От 1480 г. негови регенти са дядо му Филип II фон Насау-Вайлбург, и от 1488 г. архиепископ Бертхолд фон Хенеберг и ландграф Вилхелм фон Хесен. През 1492 г. той наследява дядо си Филип II като граф на Насау-Вайлбург.
Умира на 50-годишна възраст и е погребан е в манастир „Св. Валпургис“ във Вайлбург.

## Фамилия
От 1501 г. Лудвиг I е женен за Мария Маргарета фон Насау-Висбаден (* 9 август 1487; † 2 март 1548), дъщеря на граф Адолф III фон Насау-Висбаден-Идщайн (1487 – 1548) и Маргарета фон Ханау-Лихтенберг (1463 – 1504). С нея той има шест деца, от които три умират като деца:
- Филип III (* 20 септември 1504; † 4 октомври 1559)

∞ 1523 Елизабет фон Сайн († 5 февруари 1531)
∞ 1536 Анна фон Мансфелд († 26 декември 1537)
∞ 1541 Амалия фон Изенбург-Бюдинген (* 23 юни 1522; † 18 май 1579)
- Анна (* 7 октомври 1505; † 28 ноември 1564), ∞ 1523 граф Йохан III фон Насау-Байлщайн (1495 – 1561)
- Лудвиг (1507 – 1507)
- Лудвиг (1508 – 1510)
- Елизабет
- Йохан